# Insch
Insch (Gälisch An Innis) ist eine Ortschaft in der schottischen Council Area Aberdeenshire. Sie ist etwa 16 km südöstlich von Huntly (Schottland) und 39 km nordwestlich von Aberdeen am Bach Shevock gelegen, der über den Urie und den Don in die Nordsee entwässert. Im Jahre 2011 verzeichnete Insch 2282 Einwohner.
Der Ortsname ist 1178 als Inchemabanin, 1291 als Ingemabanin, 1366 als Inchmacbany und 1536 als Inchis belegt. Er leitet sich vermutlich von Innis für „Insel“ und einem unbekannten Heiligen ab, welchem der Ort gewidmet/geweiht war. Insel dürfte hier im übertragenen Sinn als „Weide“ oder „Aue“ zu deuten sein.
Mit Bennachie war Insch von 1822 bis 1915 Standort einer Whiskybrennerei. Der Picardy Stone ist ein Piktischer Symbolstein aus dem 6. oder 7. Jahrhundert n. Chr. Er steht an einer Straße zwischen Netherton und der Myreton Farm, nördlich von Insch.

## Verkehr
Die A96, die Aberdeen mit Inverness verbindet, verläuft etwa 5 km östlich von Insch und schließt die Ortschaft an das Fernverkehrsnetz an. Insch besitzt einen Bahnhof, den die First ScotRail betreibt und der von der Aberdeen to Inverness Line bedient wird. Historisch lag der Bahnhof an der Hauptlinie der Great North of Scotland Railway.

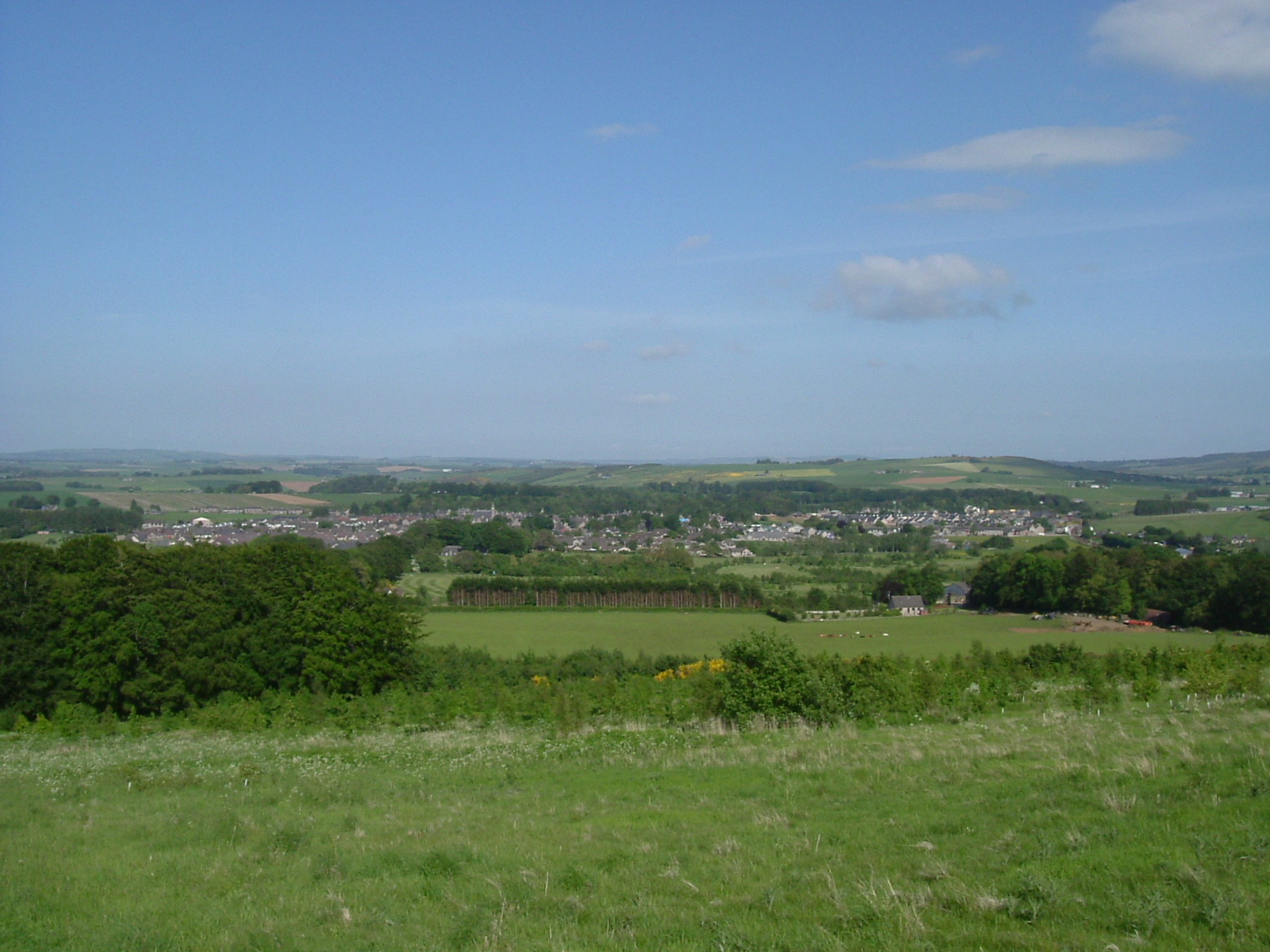
Lage von Insch
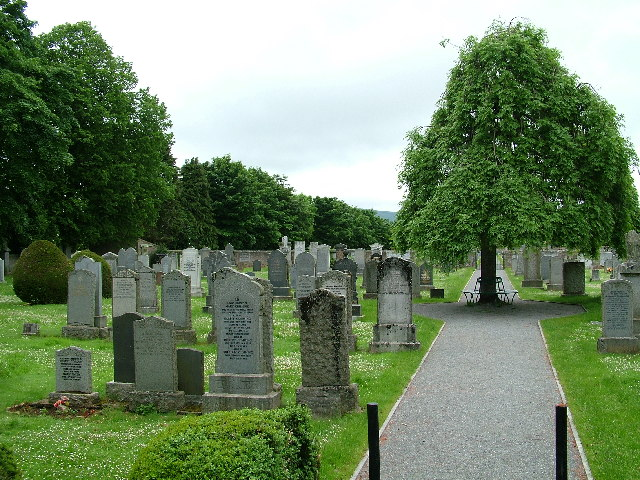
Friedhof von Insch
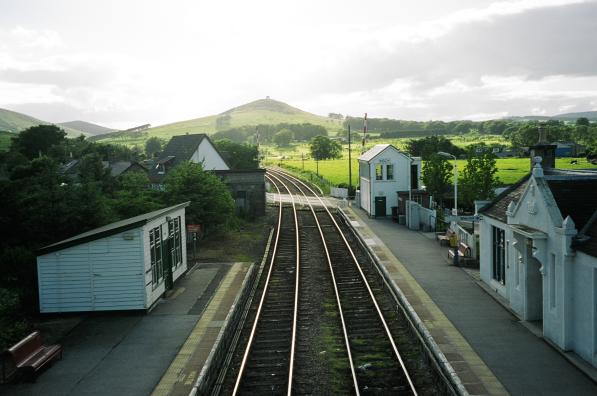
Bahnhof von Insch